# Eodelena
Eodelena is een geslacht van spinnen uit de  familie van de Sparassidae (jachtkrabspinnen).

## Soorten
- Eodelena convexa Hirst, 1991
- Eodelena kosciuskoensis Hirst, 1991
- Eodelena lapidicola Hirst, 1991
- Eodelena loftiensis Hirst, 1991
- Eodelena melanochelis (Strand, 1913)
- Eodelena spenceri Hogg, 1903
- Eodelena tasmaniensis Hirst, 1991